# The Shivering Denizens
The Shivering Denizens (deutsch „die zitternden Einwohner“) sind eine US-amerikanische Countryband, die 2007 in Seattle, Washington gegründet wurde.

## Stil
Die vier Musiker fühlen sich vor allem den Subgenres Honky Tonk, Rockabilly und Outlaw-Country verbunden: Eine hochenergetische und temporeiche Spielart, die so gar nichts zu tun hat mit der glattgebügelten Nashville-Massenware, die seit vielen Jahren nahezu ausschließlich die Genre-Radiosender bedient. Die Shivering Denizens empfinden sich selbst als Zeitreisende – „wir gehen nach Austin, Texas im Jahre 1973“, heißt es auf der Homepage der Band. Dazu passt auch ein leichter Ansatz von Western Swing in der Musik der Band, der in dieser Zeit viele Anhänger hatte. Sie sehen sich als eine moderne Form von Commander Cody mit Hellbilly-Aufrüstung. Dabei verfügt die Band auch über eine gewisse Punk-Attitüde, wie sie beispielsweise manchen Bands im Umfeld des Bloodshot-Labels eigen ist.
Allerdings dürften die Denizens hier eine Sonderstellung einnehmen. In ihren Songs geht es um ganz klassische Themen der Country-Musik – um Alkohol, Drogen, Elend und Verzweiflung. Damit steht die Band mit beiden Beinen in der lebendigen Tradition von Hank Williams, David Allan Coe, Johnny Cash, Johnny Paycheck und George Jones. Beispiele dafür sind allein schon Songtitel wie Homeless, Drunk And Lonely oder Honky Tonk Suicide, We’re All Gonna Die.

## Geschichte
Im Dezember 2008 ging die Band ins Studio, um ihre erste CD aufzunehmen. Für die Produktion konnte Brian Nelson gewonnen werden, der als Tontechniker bei Nirvanas CD Lithium fungiert hatte.
In zwei Tagen wurden zehn Songs aufgenommen, wenige Tage später war die CD-Produktion abgeschlossen. Herausragend bei den Aufnahmen ist die Gitarrenarbeit von Fred Speakman, der außerdem auf Humptulips Klavier spielt.
Nach der Produktion stieß Lee Harvey Hartwood zur Band – und brachte neben der Gitarre auch den Banjo-Sound mit, der den Zweitling bereichern sollte.
Die zweite CD, Crooked And Crazy, erschien im März 2010. Passend zum Banjo spielte Buck Ellard Fiddle, Jimmy Peters steuerte die Steel Guitar bei. Wieder übernahm Brian Nelson bei den diesmal dreizehn Songs die Produktion, wobei der letzte Song der CD eine Live-Aufnahme ist. Auch Fred Speakman ist bei einigen Titeln zu hören.
The Shivering Denizens sind momentan viel auf den Bühnen des Landes unterwegs und spielten bereits im Vorprogramm von David Allan Coe. Außerdem teilten sie sich Bühnen mit The Hickoids, Bob Wayne, James Hunicutt, Eddie Spaghetti von den Supersuckers und vielen anderen. Die CDs erschienen auf dem Label Ronerecords.

## Diskografie
Alben
- 2009: The Shivering Denizens
- 2010: Crooked & Crazy
- 2012: Baker-Whiteley
- 2014: Sex, Drugs & Outlaw Country